# Billboard (winkel)
Billboard is een Belgische winkel en voormalige winkelketen, gespecialiseerd in de verkoop van (klassieke) cd's en dvd's.
De keten had vestigingen in West-Vlaanderen in Kortrijk, Oostende, Roeselare, De Panne en Knokke en in de Oost-Vlaamse stad Gent. De vestiging in Gent sloot in het voorjaar van 2008 zijn deuren, en later gingen ook de andere vestigingen van Billboard dicht.